# Sang Bījār
Sang Bījār (persiska: سنگ بیجار, Sang Bejār) är en ort i Iran.   Den ligger i provinsen Gilan, i den nordvästra delen av landet, 250 km nordväst om huvudstaden Teheran. Sang Bījār ligger 17 meter över havet och antalet invånare är 805.
Terrängen runt Sang Bījār är platt åt nordost, men åt sydväst är den kuperad. Runt Sang Bījār är det ganska tätbefolkat, med 111 invånare per kvadratkilometer. Närmaste större samhälle är Fūman, 1,4 km nordväst om Sang Bījār. Trakten runt Sang Bījār består till största delen av jordbruksmark.